# Veelvoud (wiskunde)
In de wiskunde is een veelvoud van een getal een product van dat getal met een geheel getal. In andere woorden, {\displaystyle a} is een veelvoud van {\displaystyle b}, als er een geheel getal {\displaystyle n} is, zo dat
{\displaystyle a=n\times b}
Als {\displaystyle a} een veelvoud is van een geheel getal {\displaystyle b}, kan {\displaystyle b} door {\displaystyle a} worden gedeeld. Veelvoud is al gedefinieerd, wanneer er alleen met positieve getallen wordt gerekend. De gehele getallen 14 en 49 zijn veelvouden van 7, −35 is een negatief veelvoud van 7. Behalve deze oorspronkelijke betekenis voor gehele getallen, die ook wel met geheel veelvoud wordt aangeduid, heet een grootheid {\displaystyle y} ook een (scalair) veelvoud van {\displaystyle x} als er een scalair {\displaystyle \alpha } is, zo dat 
{\displaystyle x=\alpha \ y}
De vector {\displaystyle \mathbf {y} =(2{,}6\ ;\ 3{,}9\ ;\ 9{,}1)\in \mathbb {R} ^{3}} is een (scalair) veelvoud van {\displaystyle \mathbf {x} =(2\ ;\ 3\ ;\ 7)}, want {\displaystyle \mathbf {y} =1{,}3\ \mathbf {x} }.

## Eigenschappen
- Hoewel er zo meestal niet over wordt gesproken, is ieder geheel getal een veelvoud van zichzelf: {\displaystyle b=1\times b}.
- Net zo is 0 is een veelvoud van ieder ander geheel getal: {\displaystyle 0=0\times b}.
- Als {\displaystyle a} en {\displaystyle b} veelvouden zijn van {\displaystyle c}, zijn {\displaystyle a+b}, {\displaystyle a-b} en {\displaystyle a\times b} ook veelvouden van {\displaystyle c}.
- Volgens de stelling van Wilson is een getal {\displaystyle p>1} dan en slechts dan een priemgetal, als {\displaystyle (p-1)!+1} een geheel veelvoud van {\displaystyle p} is.

## Voorvoegsels
In het decimale stelsel is een SI-voorvoegsel een decimaal voorvoegsel dat aan elke eenheid van het SI-stelsel kan worden toegevoegd, om aan te geven dat het om veelvouden of delen van die eenheden gaat. Voorbeelden voor meter zijn centi- en kilo-, in de informatica voor het aantal bytes, de capaciteit van het geheugen: tera-.